# 앨버트 폴슨
앨버트 폴슨(Albert Paulsen, 1925년 12월 13일 ~ 2004년 4월 25일)은 에콰도르의 배우, 텔레비전 배우, 영화배우이다.
과야킬에서 태어났으며 로스앤젤레스에서 사망하였다.

## 영화
- 사이드 쇼 (1981년)
- 살인 특종 (1981년)
- 형사 Q (1976년)
- 내가 사랑한 스파이 (1976년)
- 래핑 폴리스맨 (1973년) - 헨리 카메리로 역
- 체 게바라 (1969년)
- 하와이 5-0수사대 (1968년)
- 0011 나폴레옹 솔로 (1968년)
- 건 (1967년)
- 사하라 특공대 (1966년)
- 세 자매 (1966년)
- 제5전선 (1966년)
- 첩보원 0011 (1964년)
- 올 폴 다운 (1962년)
- 맨츄리안 켄디데이트 (1962년)
- 전투 (1962년)
- 선셋 77번가 (1958년)